# Mississippiflodens översvämning 1927

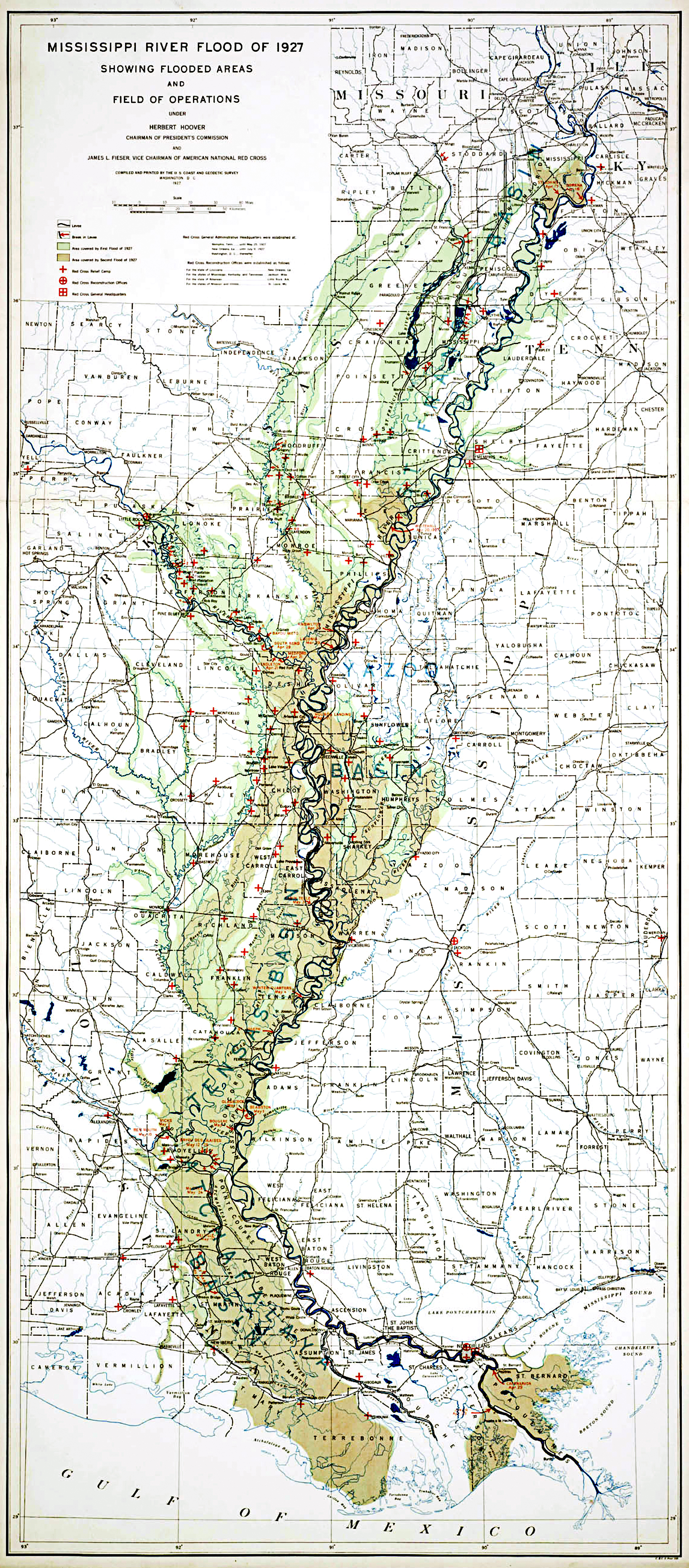
Översvämmade områden

Mississippiflodens översvämning 1927 var en av de mest destruktiva översvämningarna någonsin i USA:s historia.

## Händelseförlopp
Det hela började då regnväder översvämmade de centrala områdena under sommaren 1926. I september det året hade Mississippiflodens biflöden i Kansas och Iowa svällt. På juldagen 1926 , uppmättes i Cumberlandfloden vid Nashville nivåer på 56,2 fot (17 m), en nivå som även var högre än Tennesseeflodens översvämning 2010.

### Fotnoter
1. ↑  ”Man v. Nature,” (på engelska). National Geographic. 1 maj 2001. Arkiverad från originalet den 30 juni 2008. https://web.archive.org/web/20080630090738/http://news.nationalgeographic.com/news/2001/05/0501_river4.html. Läst 14 juni 2008.